# Verêndia

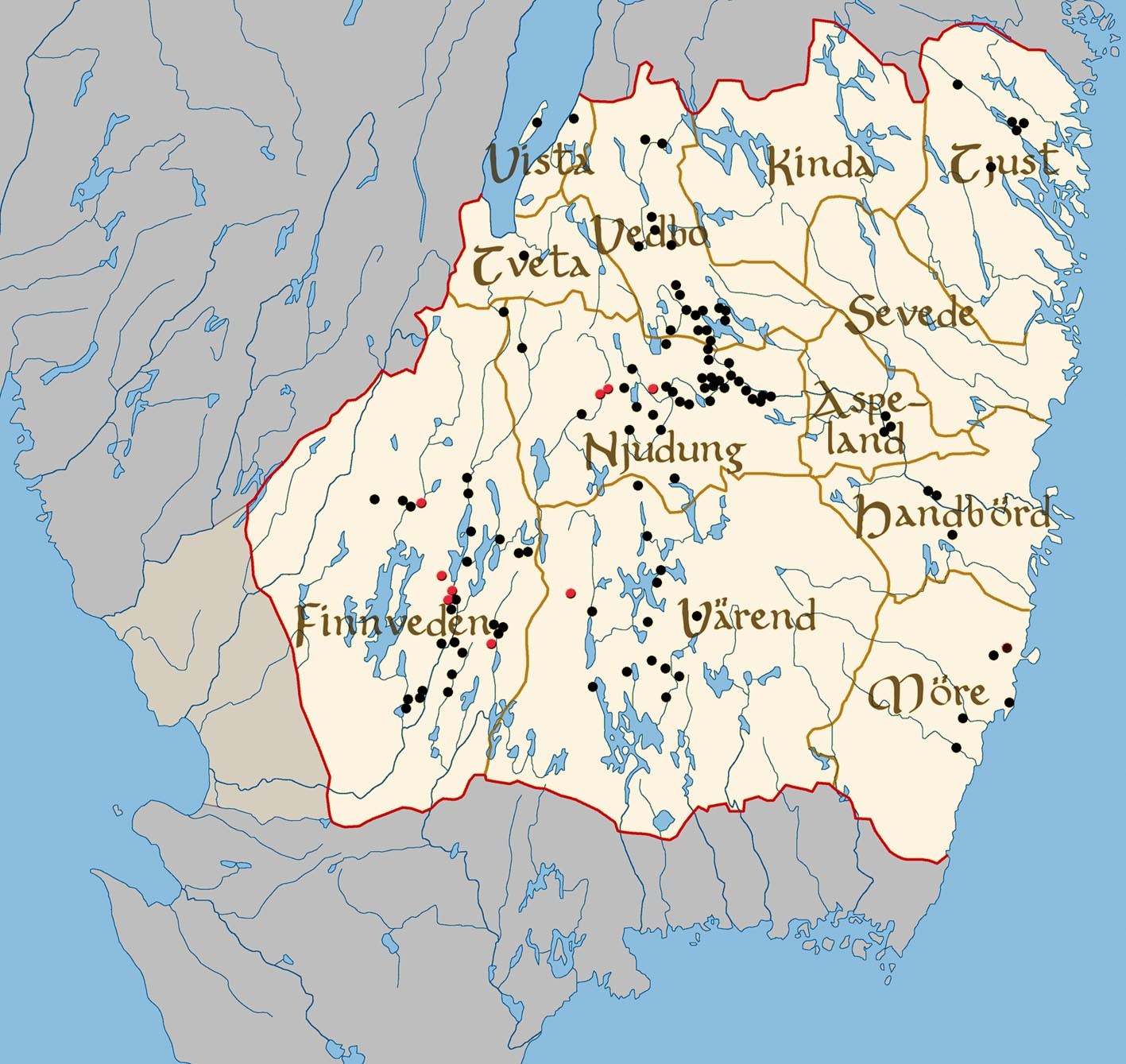
As pequenas terras da Esmolândia. Os pontos pretos e vermelhos marcam as pedras rúnicas da região

Verêndia (em latim: Verendia; em sueco: Värend) era uma das treze terras pequenas (semelhantes às folclândias da Uplândia) que se uniram para formar a Esmolândia, na Suécia, e formava sua porção meridional.

## História
Verêndia era uma das 13 terras pequenas (folclândias) que formaram a Esmolândia e era a mais populosa delas. Desde cerca de 1050, Vexiônia (Växjö) era seu centro. Estava subordinada à Diocese de Lincopinga, de quem se emancipou em 1170 para formar a Diocese de Vexiônia. Judicialmente, pertencia ao Distrito de Tio, que grosseiramente correspondia ao atual condado de Cronoberga e que se formou, no mais tardar, no tempo do rei Canuto I (r. 1167–1196). Nela estava em vigor a Lei da Esmolândia.
No tempo de Canuto I, o jarl Gutormo foi um dos donatários à Abadia de Vreta de terras em Dadesjo, em Verêndia. Verêndia também foi sede de ao menos um husaby (fazendas diferenciadas por suas casas). Nessa região, foram achados túmulos da Idade do Ferro e Era Viquingue similares àqueles da Blecíngia e Escânia. Outrossim, os túmulos são multifacetados e estão dispostos de modo que coincidiam com as fronteiras de Verêndia. Foram encontradas 16 pedras rúnicas em Verêndia.